# 倉野憲比古
倉野 憲比古（くらの のりひこ、1974年 -）は日本の推理作家・公認心理師。福岡県大野城市生まれ。立教大学文学部卒業。大学院では心理学専攻修士課程を修了した。祖父は国文学者の倉野憲司。
2008年6月、長編ミステリ『スノウブラインド』でデビューした。この作品は、吹雪の山荘で学生たちが殺人事件に巻き込まれるという典型的なクローズド・サークルものにひねりを加えたもので、「初期乱歩、夢野久作、水上呂理といった古典的な心理学的探偵小説諸作にオマージュを捧げよう」という気持ちで執筆したものだという（南雲堂『本格ミステリー・ワールド2009』「デビュー作家 私の履歴書」参照）。

## 作品一覧

### 単行本
- スノウブラインド （2008年6月 文藝春秋）ISBN 978-4163271101
- 墓地裏の家 （2011年7月 文藝春秋）ISBN 978-4163806600
- 弔い月の下にて （2021年12月 行舟文化）ISBN 978-4909735089

### 短編
- 双子（文藝春秋『つんどく！ vol.4』収録）
- ぼうやと銀色のナイフ（新紀元社『幻想と怪奇 ショートショート・カーニヴァル』収録）

### エッセイ
- 吸血鬼、汝の名はエロス（新紀元社『幻想と怪奇 4 吸血鬼の系譜 スラヴの不死者から夜の貴族へ』収録）

### 解説
- 橘外男『人を呼ぶ湖』（2023年3月　中公文庫）